# Lehr (Ulm)
Lehr ist ein Stadtteil Ulms und liegt etwa drei Kilometer nördlich der Innenstadt. Mit seinen derzeit etwa 2.930 Einwohnern (Stand: 31. Dezember 2023) zählt es zu den kleineren Stadtteilen Ulms. Ursprünglich war Lehr eine aus mehreren Höfen bestehende Rodungssiedlung im nahen Waldgebiet „Oberer Eselsberg“ und wurde erstmals urkundlich 1272 als „Löher“ erwähnt.

## Geschichte
Im Gegensatz zu vielen Siedlungen und Orten, welche auf „-ingen“ enden, alemannischen Ursprungs sind und sich innerhalb der ersten Jahrhunderte nach deren Zuwanderung gründeten, ist das Gebiet um Lehr erst später besiedelt worden und befand sich zunächst im Besitz des Klosters Reichenau, worauf das Kreuz im oberen Wappenteil verweist. Die erste urkundliche Nennung stammt aus dem Jahre 1272. Im 12. und 13. Jahrhundert wurden die Höfe Lehen verschiedener Adeliger, wechselten nach und nach in den Besitz von Ulmer Patriziern und kamen dann, etwa ab der Mitte des 15. Jahrhunderts, unter die Herrschaft der Reichsstadt Ulm. Nachdem Ulm durch Napoleon seinen Status als Reichsstadt 1804 verloren hatte, erwarben Bauern und Söldner die Höfe.
1742 standen 20 Häuser in Lehr. Vor Ausbruch des Zweiten Weltkriegs zählte der Ort rund 370 Einwohner, die vorwiegend in der Landwirtschaft tätig waren. Der große Luftangriff vom 17. Dezember 1944 vernichtete 13 Wohnhäuser und 18 Scheunen. Der Wiederaufbau begann sofort nach Kriegsende mit Material aus dem zerstörten Ulm. Durch den Zuzug von Vertriebenen wuchs der Einwohnerstand bis 1953 auf über 600. 1960 zählte Lehr etwa 800 Einwohner und bestand aus rund 35 Bauernhöfen. Seither entwickelte sich der Ort zu einer Arbeiter- und Wohngemeinde.
Am 1. Januar 1975 wurde Lehr in die Stadt Ulm eingegliedert und erhielt einen eigenen Ortschaftsrat und einen hauptamtlichen Ortsvorsteher, welcher zudem für den Nachbarort Mähringen zuständig ist.

### Name
Löher ist die Mehrzahl von „Loh“, was einen kleinen, lichten Wald bezeichnete. Im schwäbischen wurde eine Loh als „Lau“ ausgesprochen, welches sich noch in dem bis heute verwendeten Flurnamen „Birkenlauh“ findet. Die Mehrzahl hiervon ist „Läuer“, auf schwäbisch „Laier“, und eine bis heute gebräuchliche Bezeichnung Lehrs. Auf die Siedlung als Rodungsgebiet weisen die drei Bäume im unteren Teil des Wappens hin.

## Kirchengemeinden

### Evangelische Kirche

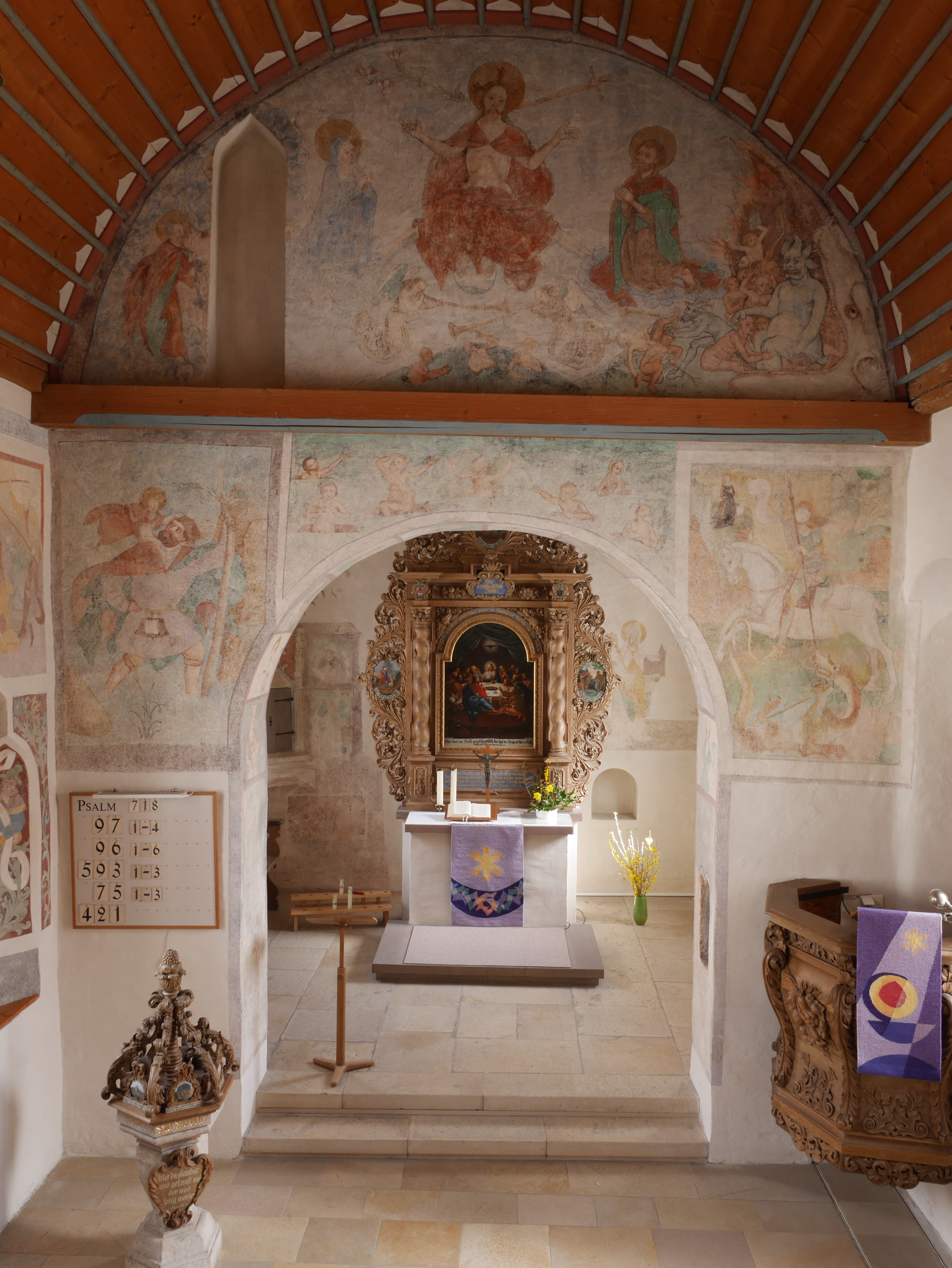
Innenansicht der Lehrer Marienkirche

Die evangelischen Christen Lehrs sind Angehörige der Evangelischen Landeskirche in Württemberg und bilden seit der Reformation ein gemeinsames Pfarramt mit Mähringen. Bis zum Kriegsende waren die Bürger Lehrs praktisch ausnahmslos evangelisch.
Gottesdienstort ist die verhältnismäßig kleine evangelische Marienkirche. Sie wurde zwischen 1470 und 1480 erbaut und birgt viele sehr wertvolle, seltene mittelalterliche Fresken und Malereien aus dem 15. Jahrhundert. Im Jahr 2003 wurde die Kirche aufwändig restauriert. Daneben existiert in der weiteren Nachbarschaft zur Kirche ein modernes Gemeindehaus. Die Evangelische Kirchengemeinde Lehr betreibt in Lehr zwei Kindergärten und zeichnet sich durch ein aktives Gemeindeleben aus.

### Katholische Kirche
Die katholischen Christen gehören seit 1984 zur Pfarrei St. Maria Suso in Ulm, welche außer dem Stadtteil Eselsberg auch Mähringen umfasst. Die erst nach 1945 nach Lehr zugezogenen, vor allem heimatvertriebenen Katholiken wurden zuvor bis 1983 vom Katholischen Pfarramt in Bollingen betreut.
Die katholische Allerheiligenkirche ist eine von 1972 bis 1975 erbaute, quadratische Betonkirche. Sie wurde vom Bollinger Pfarrer und Künstler Nikolaus Stark mit großen Fresken ausgestattet. Er gestaltete auch Altar, Ambo, Kreuz und Tabernakel (1975), einen Glasfensterzyklus zur Schöpfung (1986) und einen gemalten Kreuzweg (1996). Zum Gebäudekomplex der Kirche gehören auch Gemeinde- und Jugendräume. Die Allerheiligenkirche wird zu Anlässen mit größerer Gottesdienstbesucherzahl in ökumenischer Verbundenheit auch der Evangelischen Kirchengemeinde überlassen.

## Sport
Im ansässigen Sportverein SC Lehr gibt es, neben bekannten Sportarten wie Fußball, Handball, Volleyball, Ski, Tischtennis, Gymnastik oder Tennis, auch eine Theatergruppe.

## Freiwillige Feuerwehr
Die Freiwillige Feuerwehr in Lehr wurde 1888 gegründet. Heute ist die Freiwillige Feuerwehr Lehr eine Abteilung der Feuerwehr Ulm. Neben der Jugendfeuerwehr, welche seit 1995 existiert, der Einsatzabteilung und der Altersabteilung, gibt es in Lehr einen Spielmannszug. Im 1952 erbauten und 1996 erweiterten Feuerwehrhaus befinden sich vier Einsatzfahrzeuge. Eins von diesen Einsatzfahrzeugen ist ein sogenannter Gerätewagen Gefahrgut (kurz GW-G), ein für den Umgang mit Säuren und Laugen ausgerüsteter Gerätewagen.

## Persönlichkeiten
- Augustin Mair (auch Augustin Mayer, 1485–1543), römisch-katholischer Geistlicher und Weihbischof in Freising, Basel sowie in Würzburg, geboren in Lehr

## Verkehr
Im ÖPNV ist Lehr über die Linie 49 (Nellingen – Ulm) der RAB sowie die Linie 13 (Ulm-Jungingen – Lehr – Ulm-Mähringen) der SWU angebunden.
Westlich von Lehr verläuft die Schnellfahrstrecke Wendlingen–Ulm; östlich die Bundesstraße 10.